# Bretagne (vùng)
Bretagne (tiếng Breton: Breizh) là vùng cực tây nhất của Pháp, bao gồm bốn tỉnh: Côtes-d'Armor, Finistère, Ille-et-Vilaine và Morbihan. Thủ phủ của vùng này là thành phố Rennes.
Tiếp giáp với biển Manche ở phía Bắc và Vịnh Biscay ở phía Nam, vùng Bretagne nằm ở vị trí Tây Bắc nước Pháp, nằm sắt cạnh với hai vùng Normandie và vùng Pays de la Loire.

## Lịch sử
Vùng Bretagne là một bán đảo cực Tây của nước Pháp. Nhà thám hiểm cổ đại Pythéas (330 Trước Công Nguyên) khi đặt chân đến đây đã gọi vùng đất này là Kyrtoma. Vùng đất này tập trung nhiều người Gaulois và người Celt. Nhưng từ sự di cư những người Celt khác, đến từ Anh Quốc, mới hình thành nên tên gọi ngày nay cho dân cư vùng này: người Bretons
Trước thế kỷ VIII, lãnh thổ của người Bretons chỉ trải dài đến phần lục địa của vùng Bretagne hiện nay. Rennes và Nantes là những quận của người Frank cai trị lãnh thổ Neustria. Hai vùng đất này sau đó bị sáp nhập vào Bretagne sau các cuộc xâm lược, trở thành các tiểu quốc Frank cai trị bởi người Bretons.
Vương quốc Bretagne là một thể chế chính trị tương đối bất ổn trong lịch sử của vùng Bretagne, ra đời năm 851. Sự xâm lăng của người Viking cuối những năm 930 đã mở ra một thời kì lãnh địa cho vùng đất này, cho tới khi được sáp nhập vào Pháp năm 1532.
Khi được sáp nhập vào lãnh thổ Pháp, vùng đất này vẫn được quyền tự trị và được hưởng nhiều ưu tiên cho đến Cách mạng Pháp năm 1789. Nó được phân tách ra vào năm 1790 thành 5 tỉnh như hiện nay, trước khi chính thức trở thành một vùng hành chính bao gồm 5 tỉnh vào năm 1955. 

## Hành chính

### Tỉnh
| Mã tỉnh | Tỉnh            | Thủ phủ      | Diện tích (km²) | Dân số (2009) | Mật độ dân số (người/km²) |
| ------- | --------------- | ------------ | --------------- | ------------- | ------------------------- |
| 22      | Côtes-d'Armor   | Saint-Brieuc | 6 878           | 587 519       | 85                        |
| 56      | Morbihan        | Vannes       | 6 823           | 716 182       | 105                       |
| 35      | Ille-et-Vilaine | Rennes       | 6 775           | 977 489       | 144                       |
| 29      | Finistère       | Quimper      | 6 733           | 893 914       | 133                       |
| -       | Vùng Bretagne   | Rennes       | 27 290          | 3 175 064     | 117                       |

### Các thành phố lớn nhất
| Mã bưu chính | Thành phố    | Tỉnh            | Dân số  | Xếp hạng toàn quốc |
| ------------ | ------------ | --------------- | ------- | ------------------ |
| 35000        | Rennes       | Ille-et-Vilaine | 206.655 | 10                 |
| 29200        | Brest        | Finistère       | 142.097 | 19                 |
| 29000        | Quimper      | Finistère       | 63.929  | 71                 |
| 56100        | Lorient      | Morbihan        | 58.148  | 75                 |
| 56000        | Vannes       | Morbihan        | 52.983  | 91                 |
| 35400        | Saint-Malo   | Ille-et-Vilaine | 48.211  | 107                |
| 22000        | Saint-Brieuc | Côtes-d'Armor   | 45.879  | 127                |
| 56100        | Lanester     | Morbihan        | 22.490  | 360                |
| 35300        | Fougères     | Ille-et-Vilaine | 20.678  | 364                |
| 29900        | Concarneau   | Finistère       | 20.096  | 417                |

## Khí hậu
Vùng Bretagne là vùng đất ôn đới mang đặc trưng của khí hậu đại dương, với sự chênh lệch nhiệt độ không quá lớn giữa mùa đông và mùa hè. Gió Tây Bắc là loại gió thổi thường xuyên ở đây. Đặc trưng của khí hậu nơi đây là những cơn mưa nhẹ thường xuyên. Trong một ngày có thể thấy bầu trời quang mây đan xen với xám xịt.
Tương tự với các vùng duyên hải khác, khí hậu hải dương ôn đới, có sự khác biệt giữa thời tiết của các khu vực giáp bờ biển và các thành phố cách đó vài km. Khí hậu vùng Bretagne cũng có sự phân hóa giữa phía Bắc và phía Nam của vùng. 
Khí hậu này giữ cho vùng Bretagne có một mức nhiệt tương đối quân bình trong suốt một năm, dù các mùa trong năm là rõ nét. Riêng mùa đông ở đây, thời tiết cũng ít lạnh hơn so với các vùng lân cận. Lượng mưa ở đây chỉ cao hơn một chút so các vùng xung quanh. Gió Tây và gió Tây Bắc thường đưa các hiện tượng thời tiết cực đoan hướng về miền Bắc, và Trung nước Pháp, mà trong đó vùng Bretagne chịu ảnh hưởng rõ rệt nhất.

## Văn hóa

### Ngôn ngữ
Ngôn ngữ chính thức của vùng Bretagne là tiếng Pháp và tiếng Breton, vốn là ngôn ngữ truyền thống của người Breton. Hiện nay, ngôn ngữ này vẫn được 206 000 người sử dụng. Các biển chỉ dẫn, tên đường ở các thành phố trong vùng Bretagne đều có dạng song ngữ: Pháp-Breton

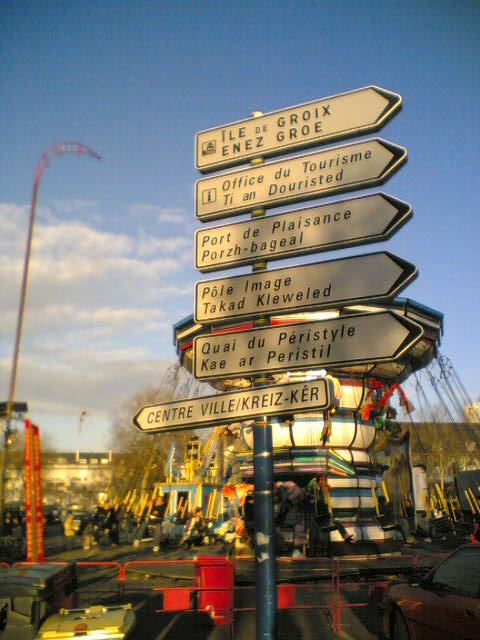
Biển chỉ đường song ngữ Pháp-Breton

### Ẩm thực

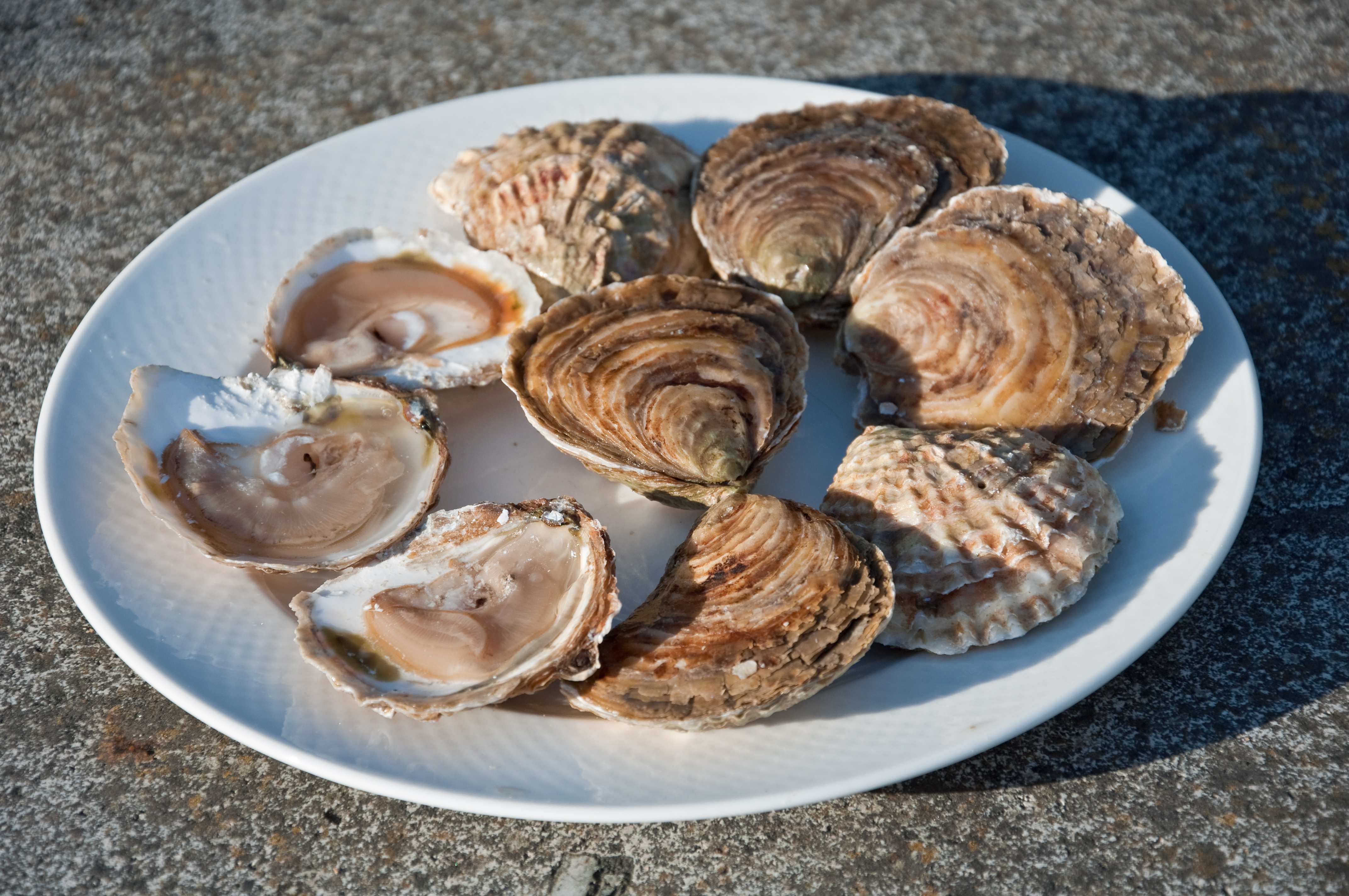
Món hàu đất Cancale

Ẩm thực vùng Bretagne không thể thiếu sự xuất hiện của các nguyên liệu hải sản, vổn nổi tiếng từ thế kỉ 19 với sự phát triển của ngành du lịch trong vùng. Các sản phẩm từ việc đánh bắt, thường được bày bán rộng rãi ở các khu thương mại. Một số loại hải sản nổi tiếng ở vùng này có thể tìm thấy như: nhện biển, rong biển, cá biển các loại...
Nghề nuôi hàu rất phổ biến ở Bretagne, có thể dễ dàng tìm mua ở các cửa hàng, hay ngay gần các bờ biển, nơi mà đa số những người đánh bắt bày bán các sạp hàng hải sản của họ, thường là gần các hải cảng.
Đây cũng là một trong những vùng đi đầu của nước Pháp trong việc trồng trọt một số loại rau củ, điển hình là bắp cải.
Món ăn nổi tiếng nhất của vùng Bretagne là các loại bánh crêpe, nổi tiếng nhất là loại làm từ bột kiều mạch, mà người dân Pháp thường gọi là lúa mì đen (Blé Noir), trứng, sữa, dầu ăn. Theo truyền thống, loại bánh này dùng để cuốn bên ngoài xúc xích, người ta cũng tìm thấy các loại bánh crêpe với trứng, jambon, phô mai hay bơ, nhưng đôi khi cũng có nhân hải sản, cá, dồi lợn, tỏi tây...
Người breton cũng rất ưa chuộng các loại bánh ngọt, nổi tiếng nhất là: quatre-quatre, far breton, kouign amann (làm từ bột mì, đường và bơ lạt)
Món cortriade là một loại súp hải sản, ăn kèm rau các loại rau củ và hương liệu. Nó nổi tiếng tương tự như súp Bouillabaisse của vùng Méditerrannée
Kig ha farz, món hầm rất được ưa chuộng được làm từ rau củ và bột kiều mạch.